# Französische Entwicklungszusammenarbeit
Der Begriff der Co-Entwicklung im Zusammenhang mit Entwicklungshilfe wurde erstmals Mitte der 1990er Jahre in Frankreich verwendet. 2006 startete Nicolas Sarkozy einen erneuten Vorstoß, die Entwicklungshilfe im Sinne einer Co-Entwicklung zu betreiben. Im Mittelpunkt stand dabei der Vorschlag, Einwanderer steuerlich zu entlasten, wenn sie ihre Verdienste in ihrem Heimatland investieren. Der Vorschlag ist nicht zuletzt vor dem Hintergrund des großen Einwanderungsdrucks auf Europa zu sehen.

## Träger (Auswahl)
- Coopération du Service National à l'Etranger (CSNE) wurde aufgeteilt in die zwei folgenden:
- Volontariat International en Entreprise (VIE)
- Volontariat International en Administration (VIA)